# Нещеретівська сільська рада
Нещеретівська сільська рада — сільська рада у Білокуракинському районі Луганської області з адміністративним центром у селі Нещеретове. Населення становить 2 255 осіб. Щільність населення — 19,7 осіб/км².

## Населені пункти
Сільській раді підпорядковані населені пункти:
- с. Нещеретове
- с. Калинівське
- с. Паньківка
- с. Цілуйкове

## Загальні відомості
Сільська рада межує (з півночі за годинниковою стрілкою) з Лизинською сільською радою Білокуракинського району, Закотненською, Лиманською, Курячівською, Світлівською сільськими радами Старобільського району, Дем'янівською сільською радою Білокуракинського району. Територія сільської ради становить 111,17 км², периметр — 65,179 км.
Територією сільської ради тече річка Біла та її ліва притока Козинка, споруджено гідромеліоративну систему.

## Історія
Сільська рада утворена в 1960 році. У житті села відігравала велику роль з часів утворення. За радянських часів рада налічувала 44 депутати, 50% з них були жінки. Депутати ради вживали заходів щодо поліпшення торгівлі і побутового обслуговування трудівників села, у боротьбі з порушниками громадського порядку, у посиленні виховної роботи серед молоді.
У 1975 році бюджет ради становив 65,6 тис. карбованців, з них 17 тис. було витрачено на соціально-культурні потреби, 23,4 тис. — на охорону здоров'я, 16,5 тис. — на народну освіту. Нещеретівська сільська рада не раз виходила переможцем у змаганні місцевих рад Ворошиловградської області.

## Склад
Загальний склад ради: 16 депутатів. Партійний склад: Партія регіонів — 14 (87,5%), самовисування — 2 (12,5%). Голова сільради — Аполлонова Ірина Іванівна, секретар — Нещерет Олена Григорівна.

Самовисування

| Нещеретівська сільська рада | Нещеретівська сільська рада    | Нещеретівська сільська рада | Нещеретівська сільська рада                                                                 |
| № зп                        | Прізвище, ім'я, по батькові    | Дата визнання обраним       | Відомості про обраного депутата                                                             |
| Партія регіонів             | Партія регіонів                | Партія регіонів             | Партія регіонів                                                                             |
| --------------------------- | ------------------------------ | --------------------------- | ------------------------------------------------------------------------------------------- |
| 1                           | Крамарєв Сергій Миколайович    | 3 листопада 2010            | Освіта вища, позапартійний, Нещеретівський будинок культури, директор.                      |
| 2                           | Пономаренко Наталія Яковлівна  | 3 листопада 2010            | Освіта середня, позапартійна, СТОВ «Вікторія», завідувачка складом ПММ.                     |
| 3                           | Нещерет Сергій Миколайович     | 3 листопада 2010            | Освіта вища, позапартійний, Білокуракинська ЦРЛ, фельдшер виїзної бригади швидкої допомоги. |
| 4                           | Луганський Валерій Іванович    | 3 листопада 2010            | Освіта середня, позапартійний, СТОВ «Вікторія», механізатор.                                |
| 5                           | Скороход Віктор Федорович      | 3 листопада 2010            | Освіта середня, позапартійний, СТОВ «Вікторія», механізатор.                                |
| 6                           | Гладченко Ольга Олександрівна  | 3 листопада 2010            | Освіта вища, член Партії регіонів, пенсіонер.                                               |
| 7                           | Царевський Василь Миколайович  | 3 листопада 2010            | Освіта середня, член Партії регіонів, ВАТ «Укртелеком», електромонтер.                      |
| 8                           | Сагайдак Володимир Петрович    | 3 листопада 2010            | Освіта вища, член Партії регіонів, пенсіонер.                                               |
| 9                           | Рудзинська Катерина Миколаївна | 3 листопада 2010            | Освіта середня спеціальна, позапартійна, Паньківський фельдшерський пункт, завідувачка.     |
| 10                          | Скороход Анатолій Петрович     | 3 листопада 2010            | Освіта середня, позапартійний, СТОВ «Вікторія», тракторист-машиніст.                        |
| 11                          | Журба Іван Семенович           | 3 листопада 2010            | Освіта середня, позапартійний, СТОВ «Вікторія», головний інженер.                           |
| 12                          | Кодінець Віталій Михайлович    | 3 листопада 2010            | Освіта вища, позапартійний, СТОВ Агрофірма «Зоря», обліковець.                              |
| 13                          | Кодінець Вадим Михайлович      | 3 листопада 2010            | Освіта вища, позапартійний, СТОВ Агрофірма «Зоря», зоотехнік.                               |
| 14                          | Журавльов Юрій Тихонович       | 3 листопада 2010            | Освіта вища, член Партії регіонів, СТОВ Агрофірма «Зоря», заступник директора.              |
| 1                           | Силкін Сергій Васильович       | 3 листопада 2010            | Освіта вища, позапартійний, СТОВ «Вікторія», головний агроном.                              |
| 2                           | Крамарєва Наталія Миколаївна   | 14 жовтня 2012              | Освіта вища, позапартійна, тимчасово не працює.                                             |

### Керівний склад ради
| ПІБ                       | Основні відомості                                                         | Дата обрання | Дата звільнення |
| ------------------------- | ------------------------------------------------------------------------- | ------------ | --------------- |
| Аполонова Ірина Іванівна  | Сільський голова, 1963 року народження, освіта, член Партії регіонів      | 26.03.2006   | 31.10.2010      |
| Аполлонова Ірина Іванівна | Сільський голова, 1963 року народження, освіта вища, член Партії регіонів | 31.10.2010   |                 |

Примітка: таблиця складена за даними джерела

## Економіка
На землях сільської ради господарюють СТОВ Агрофірма Зоря; СТОВ Вікторія, голова Лавренко Олександр Григорович, ПСП «Скіф», голова Лавренко Оксана Іванівна; Білокуракинський аграрний ліцей (директор Турчанніков Олег Олександрович).